# Brit Awards 2016
36. gala rozdania BRIT Awards, nagród muzycznych wręczanych przez British Phonographic Industry (BPI), odbyła się 24 lutego 2016 roku w londyńskiej O2 Arena (Millennium Dome). Wydarzenie było transmitowane przez stację ITV, a galę poprowadzili po raz trzeci Anthony McPartlin oraz Declan Donnelly. 
Najwięcej statuetek – cztery: za najlepszy album, najlepszy singel, dla najlepszej artystki solowej w Wielkiej Brytanii oraz BRIT's Global Success – otrzymała piosenkarka Adele. To ostatnie wyróżnienie ogłaszał z Międzynarodowej Stacji Kosmicznej pierwszy zawodowy brytyjski kosmonauta Tim Peake. Najlepszym brytyjskim artystą solowym uznano Jamesa Baya, najlepszymi artystami międzynarodowymi ogłoszono Justina Biebera i Björk, zaś najlepszym brytyjskim zespołem – Coldplay.
Podczas uroczystości oddano również cześć zmarłemu Davidowi Bowie.

## Występy
- Adele – utwór „When We Were Young”
- Coldplay
- Justin Bieber
- Little Mix
- Jess Glynne
- James Bay
- The Weeknd

## Nominacje
Nominacje zostały ogłoszone 14 stycznia 2016.
| Najlepszy brytyjski artysta | Najlepsza brytyjska artystka |
| --- | --- |
| - Aphex Twin - Calvin Harris - James Bay - Jamie xx - Mark Ronson                                                                                                   | - Adele - Amy Winehouse - Florence + the Machine - Jess Glynne - Laura Marling |
| Najlepszy brytyjski zespół | Najlepszy zespół międzynarodowy |
| - Blur - Coldplay - Foals - One Direction - Years & Years | - Alabama Shakes - Eagles of Death Metal - Major Lazer - Tame Impala - U2 |
| Najlepszy brytyjski przełomowy wykonawca | Wybór krytyków |
| - Catfish and the Bottlemen - James Bay - Jess Glynne - Wolf Alice - Years & Years                                                                                  | - Jack Garratt - Frances - Izzy Bizu |
| Brytyjski album roku | Najlepszy brytyjski singel |
| - Adele – 25 - Coldplay – A Head Full of Dreams - Florence + the Machine – How Big, How Blue, How Beautiful - James Bay – Chaos and the Calm - Jamie xx – In Colour | - Adele – "Hello" - Calvin Harris & Disciples – "How Deep Is Your Love" - Ed Sheeran & Rudimental – "Bloodstream" - Ellie Goulding – "Love Me Like You Do" - James Bay – "Hold Back the River" - Jess Glynne – "Hold My Hand" - Little Mix – "Black Magic" - Olly Murs featuring Demi Lovato – "Up" - Philip George – "Wish You Were Mine" - Years & Years – "King"            |
| Najlepszy artysta międzynarodowy | Najlepsza artystka międzynarodowa |
| - Drake - Father John Misty - Justin Bieber - Kendrick Lamar - The Weeknd                                                                                           | - Ariana Grande - Björk - Courtney Barnett - Lana Del Rey - Meghan Trainor |
| Najlepszy brytyjski producent | Najlepszy brytyjski teledysk |
| - Charlie Andrew - Mark Ronson - Mike Crossey - Tom Dalgety | - Adele – "Hello" - Calvin Harris & Disciples – "How Deep Is Your Love" - Ed Sheeran – "Photograph" - Ellie Goulding – "Love Me Like You Do" - Jessie J – "Flashlight" - Little Mix – "Black Magic" - Naughty Boy featuring Beyoncé & Arrow Benjamin – "Runnin' (Lose It All)" - One Direction – "Drag Me Down" - Sam Smith – "Writing’s on the Wall" - Years & Years – "King" |